# Johan Hjort (1922–2001)
 For alternative betydninger, se Johan Hjort. (Se også artikler, som begynder med Johan Hjort)
Johan Hjort (født 21. maj 1922 i Kristiania (oslo), død 19. oktober 2001 i Oslo) var en norsk højesteretsadvokat. 
Hjort var søn af højesteretadvokat Johan Bernhard Hjort og blev selv en af de mest berømte norske advokater i anden halvdel af 1900-tallet. Han førte over tusind sager for det norske Højesteretet.

## Biografi
Johan Hjort voksede op i Bestum som den næstældste i en søskendeflok på seks børn. Han gik på Ullern gymnasium og tog examen artium i foråret 1940 og 1. afdeling jura i foråret 1942. Hans far blev interneret i Tyskland i samme året, efter et ophold på Grini. Da han havde to tyske svogre med gode kontakter, blev det hurtigt arrangeret således, at familien blev sendt til Tyskland og indkvarteret i familiens slot Groß Kreutz, vest for Berlin. Der begyndte johans søster Wanda til at opsøge og registrere norske koncentrationslejrfanger, og familien, og flere andre nordmænd kom med i det arbejde, der var grundlag for grev Bernadottes Røde Kors-aktionen med de hvide busser i foråret 1945. Efter kapitulationen blev Johan Hjort i Hamburg med status som en britisk løjtnant i den Norwegian Relief Corps og fortsatte sammen med korpset arbejdet på at få alle nordmænd tilbage til Norge, før han vendte tilbage og fortsatte med at studere. Han blev bachelor.jur. i 1946.
Efter sine studier, fulgte arbejdet som sekretær i Fængselsstyret i justitsministeriet. Derefter var han bl.a. dommerfuldmægtig i Utah, før han tiltrådte sin fars firma som advokatfuldmægtig. På det tidspunkt havde de mange forræderisager, som gav erfaring indenfor strafferetten. I 1957 tog han advokaturen. Fra 1968 til 1982 var han fast forsvarer i Højesteret, og i mere end 30 år var han forsvarer eller procesfullmægtig. Advokatfirmaet voksede stærkt i sin tid, og var et af de største i Oslo, da han fratråd som aktiv kompagnon.
Han var bror til Peter F. Hjort.

## Sager
Johan Hjort havde en varieret sagsportefølje, nogle af disse blev meget omtalt. Udover de før nævnte landsforræderisager  kan det nævnes, at han blandt andet var involveret i de meget omtalte retssager mod Børre Knudsen og Ludvig Nessa. Han har også bragt sagen for politiet i den velkendte politivold-sagen i Bergen. Han vil også blive husket for hans arbejde med ytringsfriheden.

## Hverv
- Medlem af direktionen for Den Norske Advokatforening 1974–77 og formand 1979–81, også medlem af bestyrelsen i Oslo kredsen i 1964–73, formand fra 1971.
- Formand i udvalget for DNA-analyser i straffesager i 1992–93.
- Formanden i Libertas 1965–69.
- Formand for bestyrelsen af Fridtjof Nansen-stiftelsen på Polhøgda.
- Medlem af Kontroludvalget i Den Norske Kreftforening.
- Medlem af disciplinærudvalget for Norges statsautoriserede revisorer.
- Bestyrelsesmedlem i flere norske industrivirksomheder.

## Hæder
- Ridder af 1. klasse af St. Olav for hans indsats i norsk retsliv. (1994)